# Луковица (река)
Вижте пояснителната страница за други значения на Луковица.
Луковица (в горното течение Студенецка река) е река в Южна България, област Пловдив, общини Куклен и Асеновград, ляв приток на Чепеларска река. Дължината ѝ е 23 km. Отводнява крайните североизточни части на рида Чернатица в Западните Родопи.
Река Луковица извира от летовището „Бяла черква“, на 1626 m н.в. в рида Чернатица, на Западните Родопи под името Студенецка река. В горното си течение протича на североизток, а след устието на Копривска река – на изток. Долината на Луковица и долините на нейните притоци са много дълбоки и трудно проходими. Влива се отляво в Чепеларска река, на 310 m н.в., между Бачково и Асеновград.
Площта на басейна ѝ е 90 km2, което представлява 8,9% от водосборния басейн на Чепеларска река.
Основни притоци: → ляв приток, ← десен приток
- ← Раворска (Явровска) река
- → Копривска река
- ← Добралъшко дере
- ← Ливадишко дере
- ← Тумбешко дере
- ← Чамурдере

Реката е с дъждовно-снежно подхранване, като максимумът е през май, а минимумът – август.
Поради непроходимата ѝ олина по течението на реката няма населени места.

## Топографска карта
- Лист от карта K-35-74. Мащаб: 1 : 100 000.